# 상하이 선신
상하이 선신(중국어: 上海申鑫, 병음: Shànghǎi Shēnxīn)은 중화인민공화국 상하이시를 연고로 하는 축구 클럽이다. 현재 2016년 시즌부터 중국 갑급리그에 강등되어 참가하고 있다.
클럽의 전신은 2003년 상하이시 자베이 구에서 창설된 상하이 헝위안(上海衡源足球俱乐部)으로 중국 이(乙)리그에 참가했다. 2004년 4월 2일 재정 문제 등을 이유로 해체된 바이 축구단의 19세 이하 청소년 팀을 합병했으며 연고지를 장시성 난창으로 이전했다. 이에 따라 축구단 이름도 난창 바이 헝위안(南昌八一衡源足球俱乐部)으로 변경되었다.
과거의 축구 팀 이름인 난창 헝위안(南昌衡源足球俱乐部)은 2010년 6월에 변경된 것으로, "난창 바이 헝위안"에서 "바이"를 뺀 것이다. 이는 중국 인민해방군이 "바이"(八一; 중국의 건군절로, 난창 봉기가 일어난 1927년 8월 1일에서 유래)라는 명칭을 상업적인 목적으로 사용하지 못하도록 했기 때문이다.
2012년 다시 상하이로 연고지 복귀를 하였고 현재의 명칭인 상하이 선신이 되었다.

## 클럽 명칭 역사
- 2003-2004: 상하이 헝위안 (Shanghai Hengyuan, 上海衡源)
- 2004-2010: 난창 바이 헝위안 (Nanchang Bayi Hengyuan, 南昌八一衡源)
- 2010-2011: 난창 헝위안 (Nanchang Hengyuan, 南昌衡源)
- 2012: 난창 헝위안 축구 구락부 상하이 선신 축구대
- 2013-현재: 상하이 선신

## 주요 성적
- 이(乙)리그: 우승 1회 (2005, 갑(甲)리그 승격)
- 중국 갑급리그: 준우승 1회 (2009, 중국 슈퍼리그 승격)

## 역대 감독
| 감독   | 임기 |
| ------ | ---- |
| 김상호 | 2016 |

## 같이 보기
- 바이 축구단